# Högsta

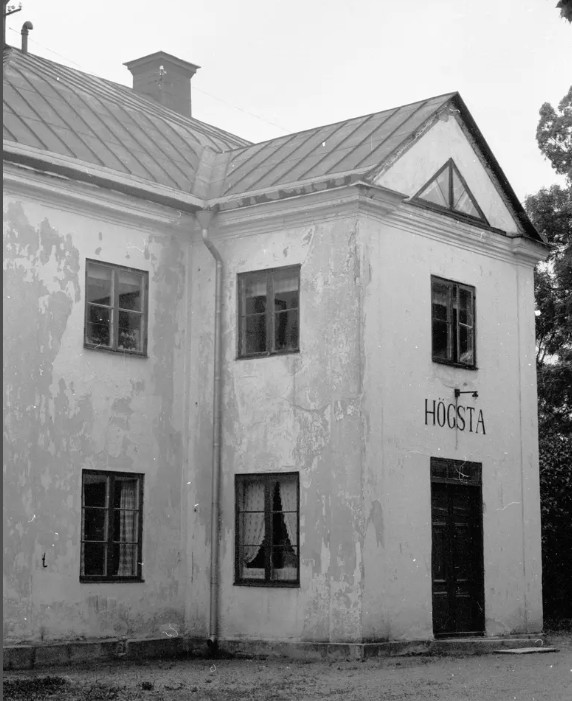
Högsta gästgiveri och tingshus

Högsta är en by i Bälinge socken i Uppsala kommun, belägen vid länsväg C 600 cirka 16 km norr om Uppsala. Björklingeån flyter genom Högsta. Länsväg C 639 går från Högsta till Skuttungeby.
Högstaåsen strax öster om byn är en del av Uppsalaåsen och är naturreservat.

## Historia
Högsta har historiskt haft större betydelse än i dag. Högsta gästgivaregård var i många århundraden före biltrafikens uppkomst en skjutsstation med s.k. skjutshåll för diligenser (hästskjutsar) till de närliggande skjutsstationerna, till exempel Läby i norr.
Den gamla Kungsvägen från Uppsala och norrut mot Norrland passerade Högsta. En gammal skröna berättar att drottning Kristina skisserade på en moderniserad sträckning av Kungsvägen. Hon lade en linjal mellan Uppsala och Björklinge, men två av hennes fingrar kom i vägen för ritpennan. Resultatet blev de två kurvor på nuvarande väg 600, vilka finns norr om respektive i själva byn vid bron över Björklingeån. Myten berättas även om andra till synes nästan raka vägar internationellt, bland annat om järnvägen mellan Moskva och Sankt Petersburg och den ryske tsaren. Kungsvägen numrerades vid bilismens inträde som riksväg 13 – (rikstretton). År 1962 numrerades vägen om till europaväg 4 – E4, ett nummer den kom att behålla fram till den 21 december 2006, då E4 lades över till den nya motorvägssträckningen, som öppnades den dagen, mellan Uppsala och Björklinge trafikplats. Numera heter Kungsvägen länsväg C 600.
Högsta blev den by inom Bälinge socken som drabbades värst av den koleraepidemi som bröt ut sommaren 1857. Koleran utvecklades i vissa byar till en särskilt svår lokal epidemi. Högsta var en av dem. Smittan drog från gård till gård. De flesta byborna blev infekterade. Av 11 insjuknade dog 7 Högstabor i kolera. Koleran slog till inom Sverige under sammanlagt 4 perioder under 1800-talet, men Högsta drabbades endast år 1857.

## Samhället
Bebyggelsen är fördelad på ett antal villafastigheter och jordbruksfastigheter. Här ligger ett möbelvaruhus samt en automatstation för bensin.